# Scuola di Nisibi
La Scuola di Nisibi (siriaco: ܐܣܟܘܠܐ ܕܢܨܝܒܝܢ) fu un centro di sapere teologico e filosofico con sede a Nisibi, città dell'alta Mesopotamia (oggi in Turchia). Fondata nel 350, raggiunse l'importanza e la notorietà della Scuola di Edessa e, come l'Accademia di Gundishapur, è talvolta considerata la più antica università del mondo. Si dissolse con la conquista islamica della Persia nel VII secolo.
Ebbe tre dipartimenti principali (teologia, filosofia e medicina) e svolse un ruolo essenziale nella diffusione della cultura ellenistica anche in Occidente.

## Storia

La frontiera romano-sasanide nel 387 e nel 591. Nisibi è ad est del confine, in territorio persiano; Edessa invece ricade in territorio bizantino.

La Scuola di Nisibi fu fondata dal monaco Efrem il Siro nel 350. Nel 363, quando Nisibi cadde nelle mani dei Sasanidi, Efrem lasciò la Scuola seguito da molti maestri e si trasferì alla Scuola di Edessa, nel territorio dell'Impero romano d'Oriente. Con Efrem, divenuto rettore, il prestigio della Scuola di Edessa crebbe notevolmente.
Nel 410 fu fondata nell'Impero sasanide la Chiesa d'Oriente, unica Chiesa riconosciuta dallo scià e, per questo, non soggetta a persecuzioni. La Scuola di Nisibi poté rifiorire. La Chiesa d'Oriente non riconobbe le decisioni dei due importanti concili ecumenici celebrati nel 431 (Efeso, condanna del nestorianesimo) e 451 (Calcedonia, condanna del monofisismo). Lo scià di Persia si schierò apertamente con i nestoriani, garantendo protezione agli eruditi della Scuola di Nisibi. Invece l'imperatore bizantino cominciò a fare pressioni sui docenti di credo nestoriano della Scuola di Edessa, dove divenne sempre più difficile insegnare. 
Nel 489 la Scuola di Edessa fu chiusa per ordine dell'imperatore Zenone; gli insegnanti, allora, tornarono a Nisibi, in territorio sasanide. Barsauma, metropolita di Nisibi, affidò la conduzione della Scuola a Narsai. Nel 496, sotto il suo rettorato, furono approvati i primi Statuti della Scuola. La scuola teologica e quella medica erano poste sotto l'autorità del metropolita di Nisibi, che apponeva il suo sigillo e la sua firma sui provvedimenti dell'istituzione e interveniva riguardo ad entrambe le discipline.
Nel VI secolo la Scuola di Nisibi divenne il principale centro culturale della Chiesa d'Oriente. Vi si formarono centinaia di vescovi, abati e docenti. Tra il 510 e il 569 la Scuola venne diretta da Abramo di Bet Rabban. Ottenne l'edificazione di uno xenodochion, ovvero un luogo di assistenza dei malati, come ne esistevano già nel mondo greco. Qui venne esercitata la pratica medica. Inoltre aggiunse una nuova materia di studio alla teologia e alla medicina: la logica aristotelica, disciplina che fece il suo primo ingresso assoluto nella cultura persiana.
In questo periodo l'istituzione ricevette la visita di un erudito latino, Aurelio Cassiodoro, uomo di Stato (aveva ricoperto importanti cariche sotto Teodorico e sotto Atalarico) e scrittore, da poco ritiratosi dalla vita politica. Avendo deciso di fondare nella sua terra un centro di studi biblici e di scrittura, si era recato alla Scuola di Nisibi per vedere come funzionava un'istituzione d'eccellenza. Tornato in patria, fondò nei pressi di Squillace il Vivarium (circa 544).
Nel 590 fu approvato l'ultimo Statuto della Scuola prima della conquista islamica della Persia.

## Personalità illustri della scuola
Nisibi nell'Impero romano
- Efrem il Siro (306-373), venerato come santo anche dalla Chiesa ortodossa siriaca;

Nisibi nell'Impero persiano
- Narsai (V secolo), teologo e rettore della Scuola;
- Aba I († 552), teologo della Scuola;
- Abramo di Bet Rabban († 569), teologo e rettore della Scuola;
- Abraham bar Qardahi († 582), teologo ed esegeta;
- Henana di Adiabene († 610), teologo e successore di Abraham come rettore della Scuola. Ai suoi tempi la Scuola aveva 800 allievi[7];
- Severo Sebokht († 667), teologo e vescovo.

Insegnanti celebri di medicina furono: Tribuno, Giuseppe (522-567), Birway, Qashway e Gabriele.

Insegnanti celebri di esegetica cristiana furono: Giuseppe Huzaya († 575 circa, rettore della Scuola; fu tra i primi a redigere una grammatica siriaca nella prima metà del VI secolo) e Mār Abā.
Studiò a Nisibi Babai il Grande. È probabile che si sia formato a Nisibi Paolo il Persiano.